# Gutenberg an der Raabklamm
Gutenberg an der Raabklamm è stato un comune austriaco nel distretto di Weiz, in Stiria. È stato creato il 1º gennaio 1952 dalla fusione dei precedenti comuni di Garrach e Kleinsemmering e soppresso il 31 dicembre 2014; dal 1º gennaio 2015 le sue frazioni di Garrach e Kleinsemmering sono state aggregate al nuovo comune di Gutenberg-Stenzengreith assieme all'altro comune soppresso di Stenzengreith.